# Chaguaramas (Trinité-et-Tobago)
Pour les articles homonymes, voir Chaguaramas.
Chaguaramas () est une localité de Trinité-et-Tobago située sur l'île de Trinité.
Elle est louée comme base navale aux États-Unis de la Seconde guerre mondiale aux années 1960 à la suite de l'accord Destroyers for Bases Agreement de 1940.
Elle fut la capitale de l'éphémère Fédération des Indes occidentales.
C'est dans cette ville que fut signé le traité de Chaguaramas établissant le marché commun caraïbéen, le Caricom.
Chaguaramas est aujourd'hui un centre important de yachting. On y trouve des installations pour entretenir, réparer et gardienner un bateau de plaisance.